# Macroglossum philippinense
Macroglossum philippinense är en fjärilsart som beskrevs av Clark 1928. Macroglossum philippinense ingår i släktet Macroglossum och familjen svärmare. Inga underarter finns listade i Catalogue of Life.